# عزلة الصفة (إب)

تعديل مصدري - تعديل

عزلة الصفة هي إحدى عزل مديرية ذي السفال في محافظة إب اليمنية ويبلغ تعداد سكانها 9459 نسمة حسب التعداد السكاني في اليمن لعام 2004.
أطلق عليها اسم أرض الصفة لصفاء جوها. ومن أسماء القرى في الصفة قرية الوادي والصفاء وقبنة وحنم وبيت جبير والولي وحراقة والقدمة. 
تشتهر منطقة الصفة منذ القدم بالزراعة خاصة زراعة الذرة الشامية والبُن. وتشتهر في زراعة الورس وكذلك الفواكه من الرمان والفرسك والخوخ والبلس وغير ذلك، كما تكثر فيها ألاشجار الشاهقة.

## روابط خارجية
- الجهاز المركزي للإحصاء بالجمهورية اليمنية
- المركز الوطني للمعلومات باليمن
- الدليل الشامل